# Linia kolejowa 100 Budapest – Cegléd – Szolnok – Debrecen – Nyíregyháza
Linia kolejowa Budapest – Cegléd – Szolnok – Debrecen – Nyíregyháza - Záhony – główna linia kolejowa na Węgrzech. Jest to linia dwutorowa, w całości zelektryfikowana, sieć jest zasilana napięciem zmiennym 25 kV 50 Hz. Jest to linia jedna z najdłuższych na ziemi węgierskiej.

## Historia
Linia została oddana w 1859 roku, jest to jedna z pierwszych linii na Węgrzech.